# Fugloy község
Fugloy község (feröeriül: Fugloyar kommuna) egy község Feröeren. Fugloy szigetét foglalja magába. A Føroya Kommunufelag önkormányzati szövetség tagja.

## Történelem
A község jelenlegi formájában 1932-ben jött létre Fugloy és Svínoy egyházközség szétválásával.

## Önkormányzat és közigazgatás

### Települések
| Település | Népesség | Mióta a község része | Előző község                  | Megjegyzés         |
| --------- | -------- | -------------------- | ----------------------------- | ------------------ |
| Hattarvík | 11       | 1932                 | Fugloy és Svínoy egyházközség | A község székhelye |
| Kirkja    | 30       | 1932                 | Fugloy és Svínoy egyházközség |                    |

### Polgármesterek
- Zacharias Zachariasen ( – 2008/2009 – )[5][6]

## Népesség
| Év              | Lakosság |
| --------------- | -------- |
| 1986. január 1. | 59       |
| 1991. január 1. | 53       |
| 1996. január 1. | 51       |
| 2001. január 1. | 50       |
| 2006. január 1. | 44       |